# 古北口清真寺
古北口清真寺，位于北京市密云县古北口镇潮河西岸，是一座伊斯兰教清真寺。

## 简介
古北口清真寺的始建年代不详。院内出土的石碑记载，该寺重修于明朝崇祯二年九月。可知建寺时间应当早于明朝崇祯二年（1629年）。现存的清真寺重修于清朝康熙年间，是古北口提督马进良重修。
1996年9月，古北口清真寺被定为密云县文物保护单位。2004年，北京市文物局和密云县人民政府共同出资85.6万元，修复了古北口清真寺，2004年五一国际劳动节期间对外开放。
古北口清真寺位于古北口镇潮河西岸，占地面积1925平方米（南北35米，东西55米）。主体建筑主要有：
- 礼拜大殿：坐西朝东，明三暗九，前出廊，廊内有木隔扇，四周环有青砖墙壁，殿顶有南北两条大脊，脊头有青砖透雕小兽。与礼拜大殿相连的是一座双层木楼藏经阁楼，楼顶是葫芦样瓷缸大顶。
- 南讲堂：位于礼拜大殿南侧，面阔三间。
- 北讲堂：位于礼拜大殿北侧，为阿訇居室和沐浴室，面阔三间。附近还有水井一眼。[1][2]